# Mistrzostwa Europy w Lekkoatletyce 2010 – bieg na 5000 m mężczyzn
Bieg na 5000 metrów mężczyzn – jedna z konkurencji rozegranych podczas lekkoatletycznych mistrzostw Europy na Estadi Olímpic Lluís Companys w Barcelonie.

## Terminarz
| Data     | Godzina |            |
| -------- | ------- | ---------- |
| 29 lipca | 18:45   | Eliminacje |
| 31 lipca | 21:20   | Finał      |

## Rezultaty

### Eliminacje
Rozegrano dwa biegi eliminacyjne, w których w sumie wystąpiło 30 zawodników. Do finału awansowała pierwsza piątka z obu biegów (Q) oraz kolejna piątka zawodników, którzy legitymowali się najlepszymi czasami wśród przegranych (q).

#### Bieg I
| Poz. | Tor | Zawodnik          | Reprezentacja   | Czas     | Uwagi |
| ---- | --- | ----------------- | --------------- | -------- | ----- |
| 1    | 2   | Hayle İbrahimov   | Azerbejdżan     | 13:32.98 | Q, NR |
| 2    | 15  | Alemayehu Bezabeh | Hiszpania       | 13:34.44 | Q     |
| 3    | 12  | Daniele Meucci    | Włochy          | 13:35.02 | Q, SB |
| 4    | 13  | Chris Thompson    | Wielka Brytania | 13:35.58 | Q     |
| 5    | 4   | Mert Girmalegese  | Turcja          | 13:36.32 | Q     |
| 6    | 11  | Alistair Cragg    | Irlandia        | 13:37.66 | q     |
| 7    | 8   | Arne Gabius       | Niemcy          | 13:39.78 | q     |
| 8    | 9   | Aleksandr Orłow   | Rosja           | 13:41.44 | q     |
| 9    | 3   | Tiidrek Nurme     | Estonia         | 13:49.19 |       |
| 10   | 7   | Eduard Mbengani   | Portugalia      | 13:50.22 |       |
| 11   | 1   | Gezachw Yossef    | Izrael          | 13:55.97 |       |
| 12   | 5   | Philipp Bandi     | Szwajcaria      | 13:58.11 |       |
| 13   | 10  | Matti Räsänen     | Finlandia       | 14:01.35 |       |
| 14   | 6   | Sindre Buraas     | Norwegia        | 14:03.93 |       |
| -    | 14  | Oskar Käck        | Szwecja         | -        | DNF   |

#### Bieg II
| Poz. | Tor | Zawodnik             | Reprezentacja   | Czas     | Uwagi |
| ---- | --- | -------------------- | --------------- | -------- | ----- |
| 1    | 2   | Mohamed Farah        | Wielka Brytania | 13:38.26 | Q     |
| 2    | 5   | Jesús España         | Hiszpania       | 13:38.47 | Q     |
| 3    | 10  | Sergio Sánchez       | Hiszpania       | 13:38.48 | Q     |
| 4    | 12  | Noureddine Smaïl     | Francja         | 13:38.49 | Q     |
| 5    | 1   | Serhij Łebid         | Ukraina         | 13:38.51 | Q     |
| 6    | 13  | Stefano La Rosa      | Włochy          | 13:38.71 | q     |
| 7    | 11  | Kemal Koyuncu        | Turcja          | 13:47.41 | q     |
| 8    | 4   | Jewgienij Rybakow    | Rosja           | 13:52.58 |       |
| 9    | 9   | Sondre Nordstad Moen | Norwegia        | 13:53.69 |       |
| 10   | 14  | Halil Akkaş          | Turcja          | 14:07.42 |       |
| 11   | 6   | Mark Christie        | Irlandia        | 14:12.68 |       |
| 12   | 3   | Jussi Utriainen      | Finlandia       | 14:17.07 |       |
| 13   | 8   | Johan Wallerstein    | Szwecja         | 14:43.34 |       |
| -    | 7   | Youssef El Kalay     | Portugalia      | -        | DNS   |

### Finał
| Poz. | Tor | Zawodnik          | Reprezentacja   | Czas     | Uwagi |
| ---- | --- | ----------------- | --------------- | -------- | ----- |
|      | 4   | Mohamed Farah     | Wielka Brytania | 13:31.18 |       |
|      | 12  | Jesús España      | Hiszpania       | 13:33.12 |       |
|      | 10  | Hayle İbrahimov   | Azerbejdżan     | 13.34.15 |       |
| 4    | 2   | Serhij Łebid      | Ukraina         | 13:38.69 |       |
| 5    | 9   | Noureddine Smaïl  | Francja         | 13:38.70 |       |
| 6    | 11  | Daniele Meucci    | Włochy          | 13:40.17 |       |
| 7    | 1   | Alemayehu Bezabeh | Hiszpania       | 13:43.23 |       |
| 8    | 15  | Chris Thompson    | Wielka Brytania | 13:44.42 |       |
| 9    | 13  | Mert Girmalegese  | Turcja          | 13:45.25 |       |
| 10   | 7   | Stefano La Rosa   | Włochy          | 13:46.58 |       |
| 11   | 14  | Aleksandr Orłow   | Rosja           | 13:58.69 |       |
| 12   | 5   | Arne Gabius       | Niemcy          | 13:59.11 |       |
| 13   | 6   | Kemal Koyuncu     | Turcja          | 14:17.32 |       |
| -    | 3   | Alistair Cragg    | Irlandia        | -        | DNF   |
| -    | 8   | Sergio Sánchez    | Hiszpania       | -        | DNF   |